# Orchestra della Radio di Monaco
L'Orchestra della Radio di Monaco (in tedesco Münchner Rundfunkorchester) è un'orchestra sinfonica tedesca con sede a Monaco di Baviera. Si tratta di una delle due orchestre affiliate alla Radio Bavarese (Bayerischer Rundfunk), l'altra è l'Orchestra sinfonica della radio bavarese.

## Storia
Un complesso precursore della Orchestra della Radio di Monaco era stato fondato nel 1920. L'attuale Orchestra della Radio di Monaco fu formalizzata nel 1952, con Werner Schmidt-Boelke come primo direttore principale. L'interesse principale dell'orchestra è stato storicamente la musica leggera, molto nota nei suoi primi anni come orchestra per operette. L'orchestra era anche storicamente conosciuta per i suoi concerti della domenica.
Dalla direzione d'orchestra di Lamberto Gardelli (1982-1985) in poi, l'orchestra ha ampliato il suo repertorio nelle opere, specialmente opere italiane. Questo lavoro è continuato sotto i successivi tre conduttori principali dell'orchestra, tutti italiani, Giuseppe Patanè (1988–89), Roberto Abbado (1992–98), and Marcello Viotti (1998–2005). Questa attività si è estesa a registrazioni commerciali di opere e brani d'opera con i principali direttori dell'orchestra.
L'orchestra affrontò limiti di budget e la minaccia di scioglimento da parte della Radio Bavarese nel 2004. In segno di protesta contro queste minacce all'esistenza dell'orchestra, Viotti si dimise come direttore principale quell'anno. Dopo una trattativa, l'orchestra fu conservata, con una riduzione delle dimensioni da 72 a 50 musicisti.
Dal settembre 2006, direttore principale dell'orchestra è Ulf Schirmer. È previsto che egli concluda il suo mandato con l'orchestra al termine della stagione 2016-2017. Schirmer ha diretto registrazioni commerciali per la sua etichetta BR-Klassik della Radio Bavarese, tra cui Des Simplicio Simplicissimus Jugend di Karl Amadeus Hartmann. L'orchestra ha anche inciso per altre etichette come CPO, RCA, Acanta e Sony Classical. Nel mese di maggio 2016, l'orchestra ha annunciato la nomina di Ivan Repušić come suo prossimo direttore principale, effettivo con la stagione 2017-2018.

## Direttori principali
- Werner Schmidt-Boelke (1952–1967)
- Kurt Eichhorn (1967–1975)
- Heinz Wallberg (1975–1981)
- Lamberto Gardelli (1982–1985)
- Giuseppe Patanè (1988–1989)
- Roberto Abbado (1992–1998)
- Marcello Viotti (1998–2005)
- Ulf Schirmer (2006–2017)
- Ivan Repušić (2017– ad oggi)

## Discografia
- Bellini: I Capuleti e i Montecchi - Roberto Abbado/Münchner Rundfunkorchester/Eva Mei/Ramón Vargas, 1998 Sony RCA
- Catalini: La Wally - Pinchas Steinberg/Chor des Bayerischen Rundfunks/Münchner Rundfunkorchester/Éva Marton/Francisco Araiza, 1990 BMG
- Donizetti: Don Pasquale - Roberto Abbado/Münchner Rundfunkorchester/Renato Bruson/Eva Mei/Thomas Allen, 1993 Sony RCA
- Donizetti: Maria Stuarda - Agnes Baltsa/Chor des Bayerischen Rundfunks/Edita Gruberová/Francisco Araiza/Giuseppe Patanè/Münchner Rundfunkorchester, 1990 Philips
- Donizetti: La Favorite - Marcello Viotti/Münchner Rundfunkorchester/Ramón Vargas, 2000 Sony
- Gounod: Roméo Et Juliette - Leonard Slatkin/Münchner Rundfunkorchester/Plácido Domingo, 1996 BMG RCA
- Humperdinck: Königskinder - Adolf Dallapozza/Chor des Bayerischen Rundfunks/Hanna Schwarz/Heinz Wallberg/Helen Donath/Münchner Rundfunkorchester/Tölzer Knabenchor, 1977 EMI/Warner
- Korngold: Die Tote Stadt - Erich Leinsdorf/Münchner Rundfunkorchester/Hermann Prey, 1975 BMG RCA
- Leoncavallo: Il Pagliacci - Mascagni: Cavalleria Rusticana - Lamberto Gardelli/Münchner Rundfunkorchester/Bernd Weikl/Vladimir Andreevič Atlantov/Lucia Popp/Franco Bonisolli/Martina Arroyo, 1984 BMG RCA
- Mascagni: Iris - Plácido Domingo/Bonaldo Giaiotti/Chor des Bayerischen Rundfunks/Conchita Antunano/Gabriella Ferroni/Giuseppe Patanè/Heinrich Weber/Ilona Tokody/Juan Pons/Münchner Rundfunkorchester/Sergio Tedesco, 1989 SONY BMG CBS
- Mozart: Die Entführung aus dem Serail - Heinz Wallberg/Münchner Rundfunkorchester/Edita Gruberová/Francisco Araiza, 1979 Sony
- Mozart: Operatic and Sacred Arias - The Ambrosian Singers/English Chamber Orchestra/Georg Fischer/Leonard Slatkin/Lucia Popp/Münchner Rundfunkorchester, 2008 EMI
- Mozart: Arias - Carol Vaness/Eugene Kohn/Münchner Rundfunkorchester/Plácido Domingo, 1991 EMI/Warner
- Orff: Catulli carmina, Trionfo di Afrodite - Dagmar Schellenberger/Franz Welser-Möst/Mozart Chor Linz/Münchner Rundfunkorchester, 1995 EMI/Warner
- Pärt: Te Deum - Chor des Bayerischen Rundfunks/Münchner Rundfunkorchester/Peter Dijkstra, 2015 BR-Klassik
- Puccini, Manon Lescaut (Live, Salisburgo 2016) - Armiliato/Netrebko/Eyvazov/Piña/Münchener RSO, Deutsche Grammophon
- Puccini: Turandot - Roberto Abbado/Ben Heppner/Reinhard Kammler/Claes H. Ahnsjö/Dame Margaret Price/Bruno de Simone/Ulrich Ress/Udo Mehrpohl/Heinrich Weber/Chor des Bayerischen Rundfunks/Eva Marton/Augsburger Domsingknaben/Jan-Hendrik Rootering/Orazio Mori/Robert Swensen/Münchner Rundfunkorchester, 1990 BMG RCA
- Puccini: Gianni Schicchi - Giuseppe Patané/Münchner Rundfunkorchester, 1988 BMG
- Puccini & Verdi Opera Arias - Ghena Dimitrova/Lamberto Gardelli/Anton Guadagno/Münchner Rundfunkorchester/Philharmonia Orchestra, 1984 EMI/Warner
- Rossini: Tancredi - Roberto Abbado/Münchner Rundfunkorchester/Eva Mei/Ramón Vargas/Verónica Cangemi, 1996 Sony RCA
- Saint-Saëns: Samson Et Dalila - Giuseppe Patané/Münchner Rundfunkorchester/Christa Ludwig/James King (tenore), 1973 BMG RCA
- Strauss: Eine Nacht In Venedig - Anton de Ridder/Cesare Curzi/Chor des Bayerischen Rundfunks/Erich Kunz/Jon Piso/Julia Migenes/Kurt Eichhorn/Münchner Rundfunkorchester/Sylvia Geszty/Trudeliese Schmidt, 1975 Philips
- Verdi, Giovanna d'Arco (Live, Salisburgo 2013) - Carignani/Netrebko/Domingo/Meli/Münchener RSO, Deutsche Grammophon
- Verdi: Rigoletto - Lamberto Gardelli/Münchner Rundfunkorchester/Bernd Weikl/Lucia Popp/Giacomo Aragall, 1984 BMG RCA
- Bellezza Vocale - Beautiful Opera Duets - Hei-Kyung Hong/Jennifer Larmore/Jesús López-Cobos/Münchner Rundfunkorchester, 1999 Teldec
- Keenlyside: Tales of Opera - Münchner Rundfunkorchester/Simon Keenlyside/Ulf Schirmer, 2006 SONY BMG
- Peretyatko: La bellezza del canto - Olga Peretyatko/Miguel Gomez-Martinez/Münchner Rundfunkorchester, 2011 Sony
- Damrau: Coloraturas - Diana Damrau/Münchner Rundfunkorchester/Dan Ett, 2009 EMI Erato
- Gabetta Plays Tchaikovsky, Saint-Saëns, Ginastera - Ari Rasilainen/Münchner Rundfunkorchester/Sol Gabetta, 2006 SONY BMG RCA
- Ramey: A Date With the Devil - Julius Rudel/Münchner Rundfunkorchester/Samuel Ramey, 2002 Naxos
- Ramey sings Opera Arias - Chor des Bayerischen Rundfunks/Jacques Delacote/Münchner Rundfunkorchester, 1989 EMI/Warner
- Gallardo-Domas: Bel Sogno - Cristina Gallardo-Domas/Maurizio Barbacini/Münchner Rundfunkorchester, 2001 TELDEC
- Aragall: Die schönsten Arien - Giacomo Aragall/Münchner Rundfunkorchester, 1986 BMG
- Hadley: The World Is Beautiful: Viennese Operetta Arias - Jerry Hadley/Richard Bonynge/Münchner Rundfunkorchester, 2003 BMG RCA
- Moser: Händel, Mozart, Gluck, Beethoven, Wagner - Opern-Recital - Edda Moser/Münchner Rundfunkorchester/Peter Schneider, 2013 EMI
- Kasarova: Offenbach, Belle Nuit - Vesselina Kasarova, 2008 SONY BMG RCA
- Kasarova: Rossini, Arias and Duets - Arthur Fagen/Münchner Rundfunkorchester/Vesselina Kasarova, 1998 BMG RCA
- Kasarova: Passionate Arias - Vesselina Kasarova/Münchner Rundfunkorchester, 2009 Sony RCA
- Popp sings Slavonic Opera Arias - Lucia Popp/Münchner Rundfunkorchester/Stefan Soltesz/Theodore Holzinger, 1988 EMI/Warner
- Ludwig II (film 2012), Bruno Coulais/Münchner Rundfunkorchester, 2012 Bavaria Sonor
- Graves: Voce di Donna - Denyce Graves/Münchner Rundfunkorchester, 1999 BMG RCA
- Heppner: Great Tenor Arias - Ben Heppner, 1995 BMG RCA